# Birmingham Wheel
A Birmingham Wheel több óriáskerék neve, melyeket a birminghami Centenary Square-en állítottak fel.

## Története
Az óriáskerék Párizsból érkezett Birminghambe. A szétszerelhető és áthelyezhető Roue de Paris 2000-2002-ben állt Párizsban a Concorde téren, majd 2003-ban szállították új helyére. A látványosság 2003. november 6-án kezdett működni és teljesen zárt, fűtött gondoláit következő év januárjáig próbálhatták ki utasai. A kerék következő állomása Manchester volt, ekkor működtetője, a World Tourist Attractions nevű társaság épített ugyanazon a helyen egy új birminghami kereket.
A második kerék 2004. október 21-én nyílt meg a Centenary Square-en. Az újabb design már nagyobb és teljesen átlátszó, légkondicionált gondolákkal forgott, melyekbe egyenként nyolc utas fért be. 2006. szeptember 5-én az óriáskereket bezárták, mert egy ausztrál társaság vette meg, így szétszerelése után el is szállították Ausztráliába.
A harmadik Birmingham Wheel már VIP gondolát is tartalmaz, melyben DVD és pezsgő is elérhető az utasok számára. A 13 perces menetidő alatt a kerékről látható környék kommentárja is hallgatható.

## Galéria

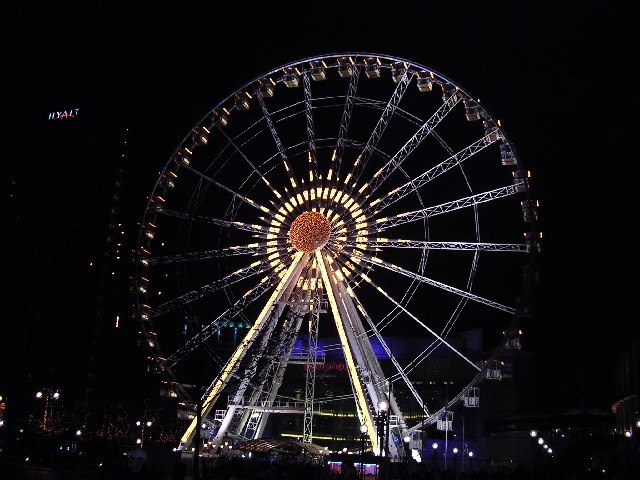
A Birmingham Wheel 2003-ban
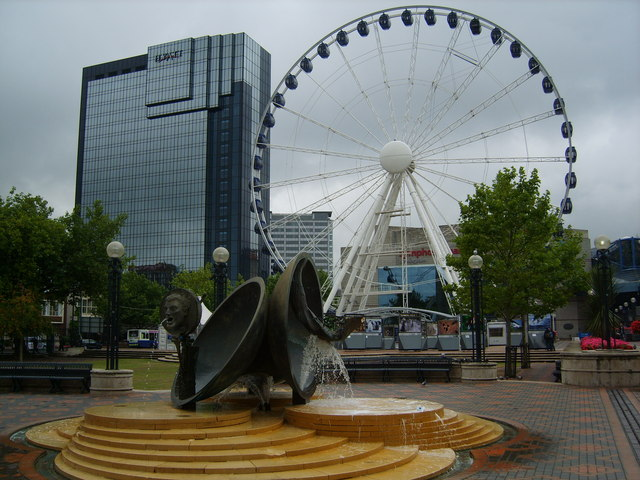
A Birmingham Wheel 2006-ban
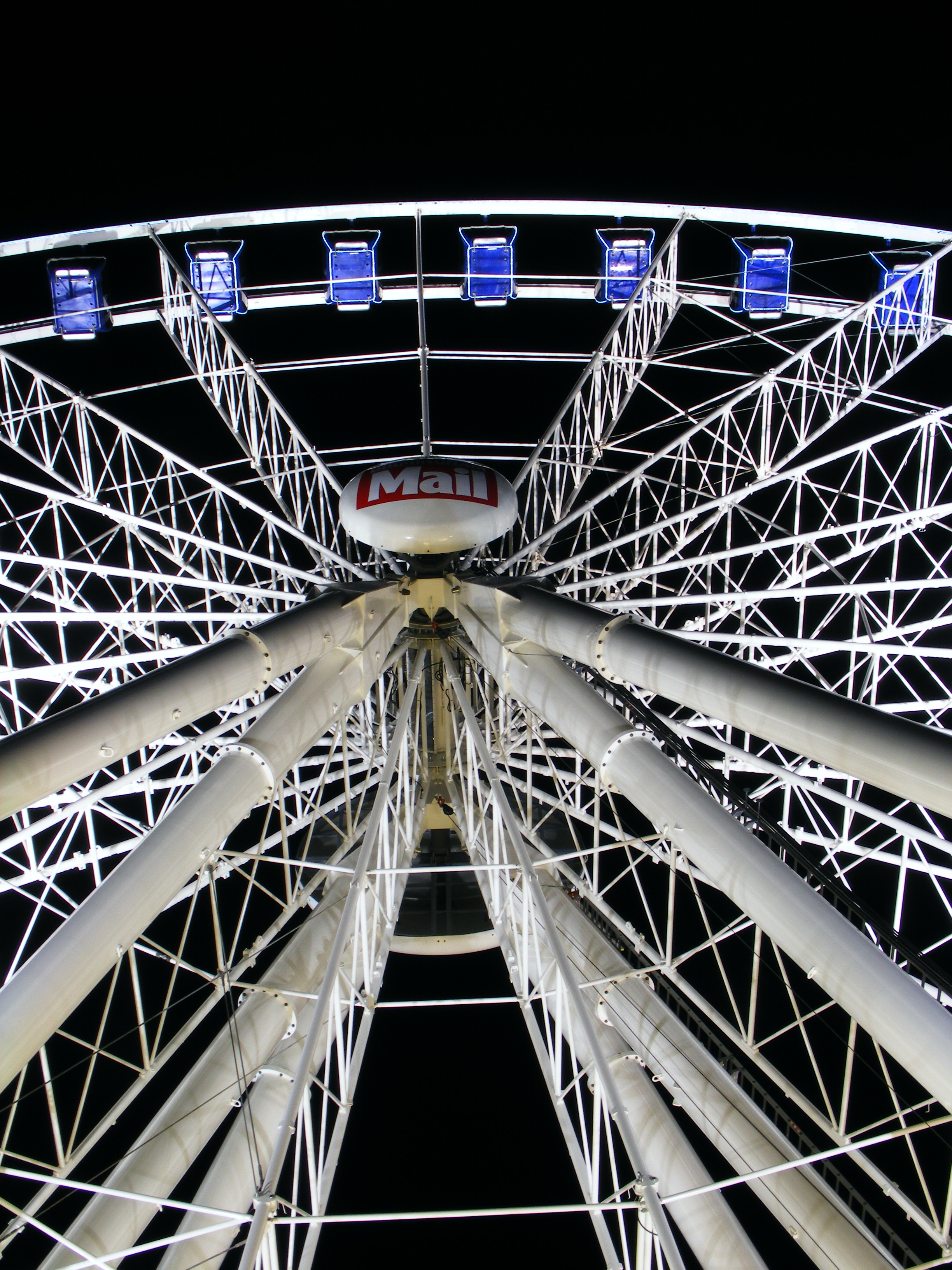
A Birmingham Wheel 2009-ben